# Cromstrijen

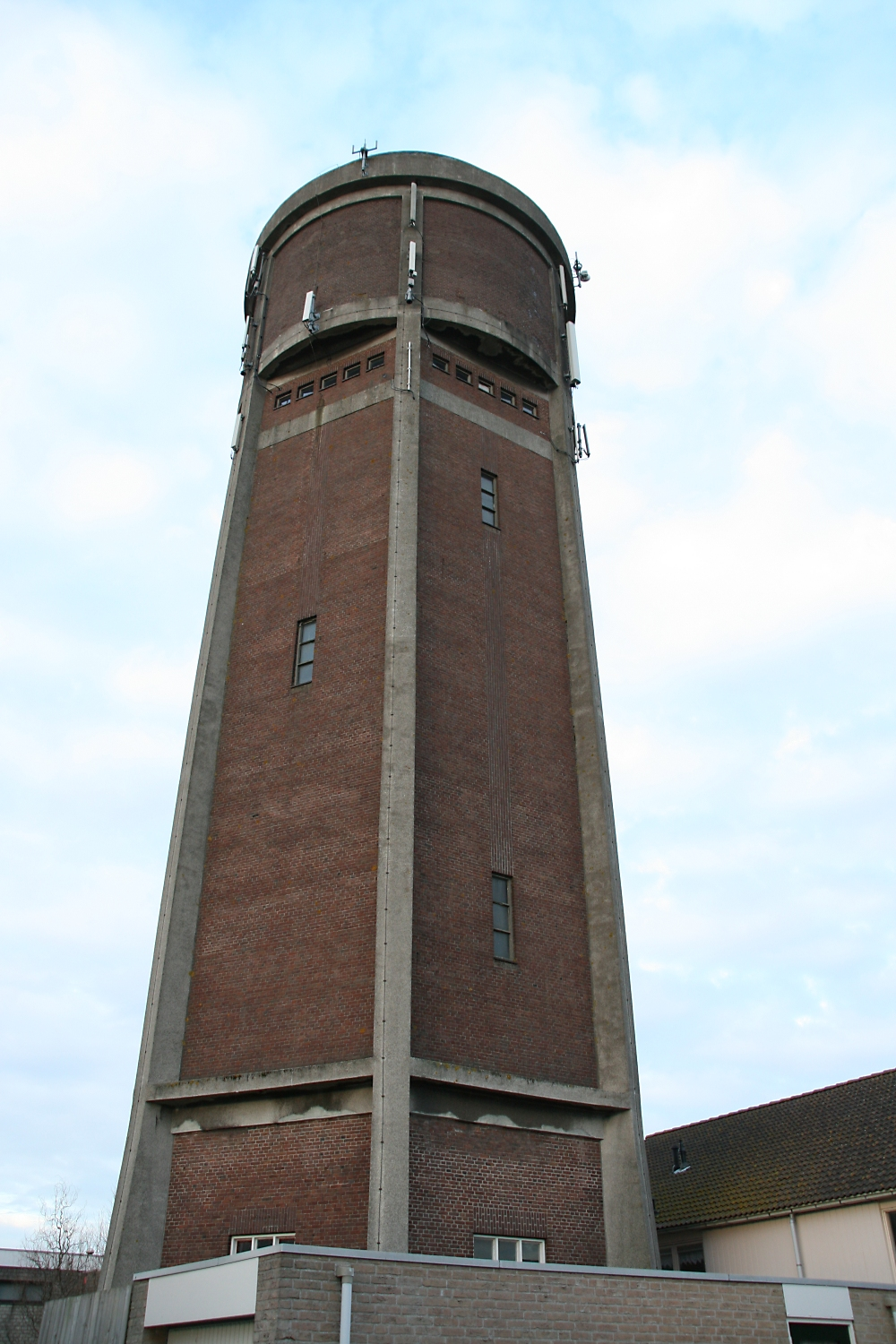
Vattentornet.

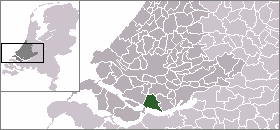
position i Zuid-Holland

Comstrijen (fil) är en historisk kommun i provinsen Zuid-Holland i Nederländerna. Kommunens totala area är 70,31 km² (där 15,94 km² är vatten) och invånarantalet är på 13 027 invånare (2004).